# Hortensia Herrero Chacón
Hortensia Herrero Chacón (València, 20 de maig de 1950) és una dona de negocis valenciana, graduada en economia per la Universitat de València, multimilionària i propietària del 28% de la cadena de supermercats Mercadona. Al febrer de 2017, la revista Forbes va calcular que tenia 3.000 milions de dòlars. Està casada amb Juan Roig, accionista majoritari de Mercadona, tenen quatre fills i viuen a València. Des de 1990 Hortensia Herrero té, juntament amb el seu marit, el 80% de les accions de Mercadona i també és vicepresidenta de l'empresa.

## Altres activitats
Juntament amb la seva activitat empresarial, Hortensia Herrero va començar la seva tasca filantròpica i el patrocini mitjançant la creació de la Fundació Hortensia Herrero amb seu a València, una organització sense ànim de lucre dedicada a la promoció d'activitats i projectes en les diferents idees socioculturals i camps artístics.
La Fundació té com a objectiu recuperar, desenvolupar i compartir la sensibilitat històrica i cultural de la Comunitat Valenciana. Les seves principals activitats s'han relacionat amb la recuperació del patrimoni artístic i, a més, ha posat en marxa projectes relacionats amb el món de la dansa, ballet, música i art.
Algunes de les seves principals accions pel que fa a la recuperació del patrimoni artístic i cultural de la Comunitat Valenciana han estat:
- Església de Sant Nicolau (València)
- Col·legi de l'Art Major de la Seda (València)
- Ermita de Santa Llúcia
- Imatge i nínxol de la Mare de Déu dels Desamparats.

La Fundació també col·labora amb diferents projectes per donar suport i promoure la cultura, com ara l'aliança amb la Facultat de Belles Arts i del Màster en produccions audiovisuals i multimèdia, i també és compatible amb la iniciativa 'Open Valencia', promoguda per l'Associació de Galeries d'Art Contemporani de València, etc.
A més, la Fundació Hortensia Herrero ha desenvolupat la celebració de la gala honorífica Valencia Danza / Somos Arte des de 2014.

## Reconeixement
En 2014 Hortensia Herrero fou nomenada Filla Predilecta de la ciutat de València. L'any 2017 va rebre l'Alta Distinció de la Generalitat Valenciana en el marc de la celebració del 9 d'Octubre, destacant la tasca de rehabilitació de béns artístics i culturals de la ciutat de València a través de la fundació que porta el seu nom.